# Brunissoir
Un brunissoir est un outil en métal ou pierre dure emmanché permettant de réaliser le brunissage.
Il existe plusieurs types de brunissoirs :     
- en acier pour la dorure au mercure, le repoussage au tour, la bijouterie, l'horlogerie, l'orfèvrerie ;
- Un autre type de brunissoir en acier est utilisé par les réparateurs d'instrument de musique, pour débosseler les instruments de la famille des cuivres ainsi que les saxophones.
- en diamant ;
- en hématite pour la dorure au mercure, l'orfèvrerie ;
- en agate pour la dorure à la feuille.

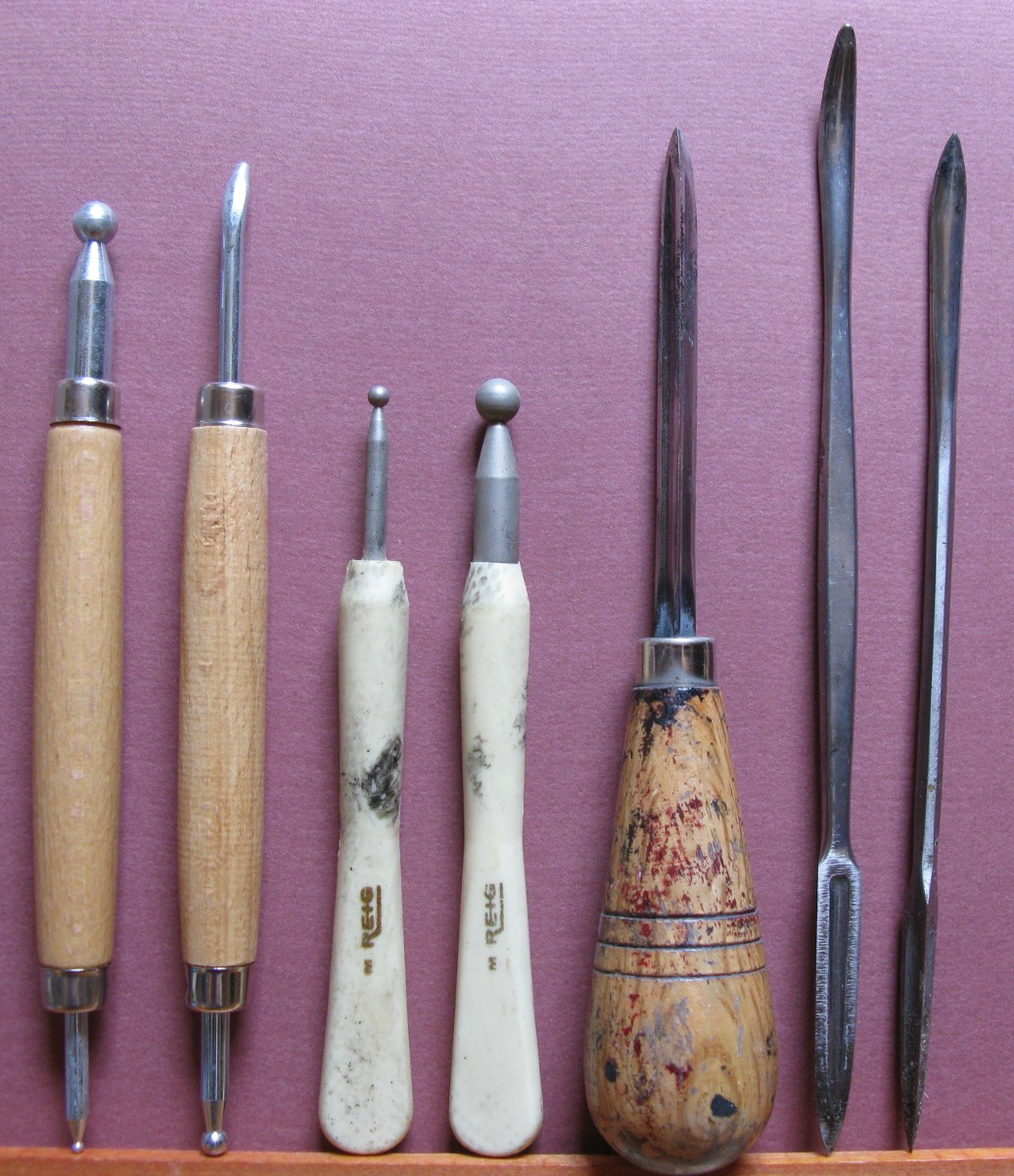
Différents brunissoirs
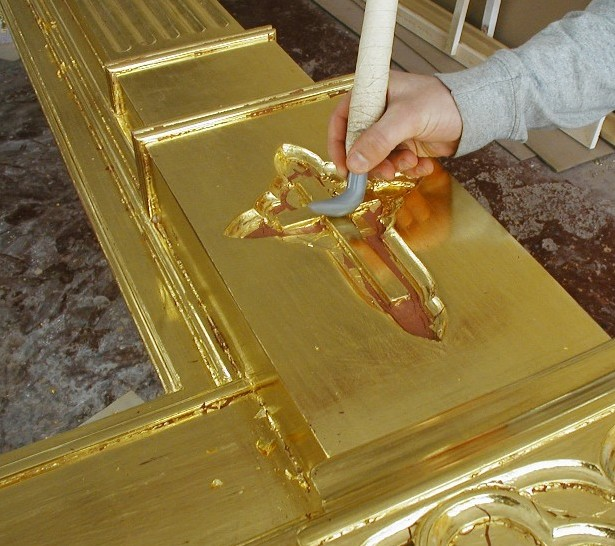
Brunissoir à dorure
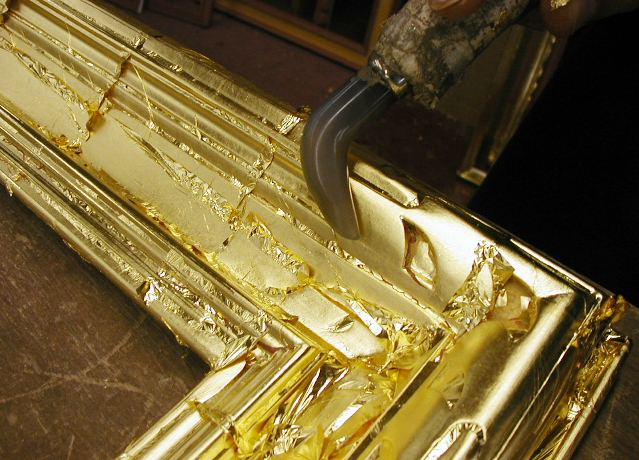
Brunissoir en agate